# Birnbaum (Familienname)
Birnbaum ist ein deutscher Familienname, der ursprünglich jemanden bezeichnete, der nahe einem Birnbaum wohnte.

## Namensträger
- Abraham Birnbaum (1612–1695), deutscher Mediziner und kursächsischer Leibarzt
- Adam Birnbaum (* 1979), US-amerikanischer Jazzpianist
- Andreas Birnbaum (* 1962), deutscher Moderator, Synchronsprecher und Off- und Hörspielsprecher
- Arved Birnbaum (1962–2021), deutscher Schauspieler
- Axel Birnbaum (* 1966), österreichischer Fechter
- Brigitte Birnbaum (1938–2024), deutsche Schriftstellerin
- Carl Birnbaum (Schauspieler) (1803–1865), deutscher Schauspieler und Opernsänger
- Carl Birnbaum (1878–1950), deutscher Psychiater und Neurologe, siehe Karl Birnbaum (Mediziner)
- Charlotte Birnbaum (1900–1981), deutsche Übersetzerin und Schriftstellerin
- Clemens Birnbaum (* 1963), deutscher Musikwissenschaftler und Kulturmanager
- Daniel Birnbaum (* 1963), schwedischer Kunstpublizist und Ausstellungskurator
- Dara Birnbaum (1946–2025), US-amerikanische Video- und Installationskünstlerin
- Dieter Birnbaum (* 1931), deutscher Biologe
- Dietrich Birnbaum (1942–2017), deutscher Herzchirurg
- Eduard Birnbaum (1855–1920), deutscher Kantor
- Elisabeth Birnbaum (* 1969), österreichische römisch-katholische Theologin
- Eliyahu Birnbaum (* 1958), Rabbiner, Autor und Leiter des Strauss-Amiel-Instituts
- Ernst Birnbaum (1905–1986), deutscher Autor
- Ferdinand Birnbaum (1892–1947), österreichischer Pädagoge und Psychologe
- Friedrich Birnbaum (1833–1894), deutscher Gynäkologe und Hochschullehrer
- Georg Birnbaum (1890–1948), deutscher Dermatologe und Hochschullehrer
- Gertrud Birnbaum (1897–1956), deutsche Apothekerin, siehe Joachim Pfannschmidt (Pastor)
- Gottfried Siegmund Birnbaum (1652–1676), kursächsischer Leibarzt
- Hans Birnbaum (1912–1980), deutscher Industriemanager
- Heinrich Birnbaum (1403–1473), deutscher Geistlicher
- Heinrich Moritz Birnbaum (1784–1852), königlich sächsischer Generalleutnant und Kommandant der Festung Königstein
- Heinz Birnbaum (1920–1943), deutscher Arbeiter und Widerstandskämpfer gegen den Nationalsozialismus
- Henrik Birnbaum (1925–2002), Slawist und Historiker
- Immanuel Birnbaum (1894–1982), deutscher Journalist und Publizist
- Jacob Birnbaum († 2014), deutsch-US-amerikanischer Bürgerrechtler
- Johann Birnbaum (Maler) (1793–1872), tschechischer Maler
- Johann Abraham Birnbaum (1702–1748), deutscher Jurist und Rhetoriker
- Johann Michael Franz Birnbaum (1792–1877), deutscher Rechtswissenschaftler und Dramatiker
- Johanna Birnbaum (1904–?), deutsche Sachbuch-Autorin und Dichterin
- Johannes Birnbaum (1763–1832), deutscher Jurist
- Karl Birnbaum (Agrarwissenschaftler) (1829–1907), deutscher Agrarwissenschaftler und Politiker
- Karl Birnbaum (Chemiker) (1839–1887), deutscher Chemiker
- Karl Birnbaum (Mediziner) (1878–1950), deutscher Psychiater und Neurologe
- Karl E. Birnbaum (1924–2012), deutsch-schwedischer Historiker und Politikwissenschaftler
- Karl E. Birnbaum (1924–2012), deutsch-schwedischer Historiker und Politikwissenschaftler
- Leonhard Birnbaum (* 1967), deutsch-italienischer Manager in der Energiewirtschaft
- Leonhard Paul Birnbaum (1880–1933), deutscher Journalist, Redakteur und Schriftsteller
- Lillian Birnbaum (* 1955), österreichisch-US-amerikanische Filmregisseurin, Filmproduzentin und Fotografin
- Lucas Birnbaum (* 1997), österreichischer Eishockeyspieler
- Maria Birnbaum (1808–1862), Theaterschauspielerin, siehe Maria Sargany
- Maria Birnbaum (Politikerin) (1872–1959), deutsche Politikerin
- Mark Birnbaum (Musiker) (* 1952), US-amerikanischer Pianist und Komponist
- Mark Birnbaum (Dokumentarfilmer), US-amerikanischer Filmschaffender
- Martin Birnbaum (* 1970), deutscher Schauspieler und Musicaldarsteller
- Menachem Birnbaum (1893–1944?), niederländischer Illustrator und Zeichner
- Michael Birnbaum (* 1955), deutscher Journalist, Buchautor, Historiker und Dozent
- Nathan Birnbaum (Schriftsteller) (1864–1937), jüdischer Schriftsteller und Aktivist
- Nathan Birnbaum, bekannt als George Burns (1896–1996), US-amerikanischer Komiker
- Nico Birnbaum (* 1977), deutscher Schauspieler
- Norman Birnbaum (1926–2019), amerikanischer Soziologe
- Paula Birnbaum (* 1986), deutsche Schauspielerin
- Pierre Birnbaum (* 1940), französischer Historiker und Soziologe
- Roger Birnbaum (* 1950), US-amerikanischer Filmproduzent
- Solomon Birnbaum (1891–1989), österreichischer Sprachwissenschaftler
- Steve Birnbaum (* 1991), US-amerikanischer Fußballspieler
- Udo Birnbaum (* 1937), österreichischer Fechter und Moderner Fünfkämpfer
- Uriel Birnbaum (1894–1956), niederländischer Grafiker und Schriftsteller
- Uta Birnbaum (1933–2022), deutsche Theaterregisseurin und Filmregisseurin
- Vojtěch Birnbaum (1811–1934), böhmischer Kunsthistoriker
- Walter Birnbaum (Theologe) (1893–1987), deutscher Theologe und Hochschullehrer
- Walter Birnbaum (Physiker) (1897–1925), deutscher Physiker
- Werner Birnbaum (* 1963), australischer Turner
- Wilhelm Birnbaum (1895–1980), deutscher Politiker (SPD)
- Zdzisław Birnbaum (1878–1921), polnischer Geiger, Komponist und Dirigent
- Zygmunt Wilhelm Birnbaum (1903–2000), polnisch-amerikanischer Mathematiker und Statistiker